# Stazione di Bovisio Masciago-Mombello
La stazione di Bovisio Masciago-Mombello è una stazione ferroviaria, situata lungo la linea Milano–Asso e ubicata nel comune di Bovisio-Masciago, a servizio di quest'ultimo e della frazione Mombello di Limbiate.
È gestita da FerrovieNord che la qualifica come stazione secondaria.

## Servizio ferroviario
L'infrastruttura è servita dalle linee S2 e S4 del servizio ferroviario suburbano di Milano.

## Progetti
Nell'impianto di Bovisio Masciago è terminata il 18 dicembre 2008 la prima parte dell'opera di adeguamento a standard della stazione con la realizzazione di un sottopasso pedonale, banchine alte e ammodernamento dell'impiantistica ferroviaria. La seconda parte dell'adeguamento della stazione ha riguardato, in particolare, la realizzazione di ascensori e pensiline in funzione dal 2014. Nel 2015 è stato inaugurato un sottopasso automobilistico e pedonale che collega direttamente via Roma alla parte meridionale di via Vittorio Veneto, in prossimità dell'ex passaggio a livello di via Marangoni.
Sono inoltre in corso di progettazione opere in sostituzione del passaggio a livello di corso Milano. Nel 2023 è in corso la ristrutturazione dei due fabbricati della stazione e del sottopassaggio pedonale con l'implementazione di percorsi per le persone non vedenti.

## Servizi
- Biglietteria (aperta dalle 6 alle 13.30)
- Biglietteria self-service
- Accessibilità per portatori di handicap
- Parcheggio di scambio
- Sottopassaggio